# Slavko Hočevar
Slavko Hočevar, slovenski kipar, likovni pedagog in oblikovalec lutk, * 12. junij 1927, Dule, Kraljevina SHS, † 24. november 1996, Ljubljana, Slovenija.
Študiral je na ljubljanski Akademiji za likovno umetnost in oblikovanje in leta 1956 končal kiparsko specialko. V letih 1956−1970 je bil likovni vodja Lutkovnega gledališča Ljubljana, kasneje pa se je posvetil pedagoškemu delu. Oblikoval je lutke za več kot 30 predstav. Pri oblikovanju, ki izraža zanj značilni ironični humor, je uporabljal prvinske, stilizirane oblike in uvajal nove tehnološke prijeme, kar je prispevalo k sodobnemu razumevanju gledališke lutke kot likovne umetnine. S področja lutkarstva je napisal več strokovnih člankov, v soavtorstvu pa učbenik Likovna vzgoja predšolskih otrok (COBISS)